# Yoko! Jakamoko! Toto!
Yoko! Jakamoko! Toto! är en brittisk barnserie från 2002 skapad av Tony Collingwood och Peter Curtis som handlar om de tre vännerna Yoko, Jakamoko och Toto. Yoko är en fågel, Jakamoko är ett bältdjur och Toto är en apa.

## Handling
De tre vännerna bor i öknen och är med om massa äventyr varje dag. De är helt ovetande om omvärlden och umgås mest med varandra. När de kommunicerar med varandra uttalar de sina egna namn.